# بلال ارادی
بلال ارادی (انگلیسی: Bilal Erradi؛ زادهٔ ۲۲ فوریهٔ ۲۰۰۱) بازیکن فوتبال اهل ایتالیا است.